# Ažušak
Ažušak i ažulunač  je ochranná modla Kamčadalů mající podobu sloupku s lidskou hlavou. Kamčadalové ji pokládají za ochránkyni proti lesním duchům. 
Podle ruského botanika, etnografa a geografa Stěpana Petroviče Krašeninnikova (1711–1755) se jedná o domácího ochranného bůžka ve formě sloupku s horním koncem vyřezaným do podoby lidské hlavy. Staví se nad domácí kotel a považuje se za strážného ducha odhánějícího od jurty lesní duchy. Za to mu Kamčadalové dávají denně jídlo a pomazávají mu hlavu i obličej vařeným kořenem místního druhu lilie nebo rybou. V obydlích severních Kamčadalů je zpravidla přítomen spolu s další modlou zvanou chantaj v podobě sirény. Jižní Kamčadalové nazývají tuto modlu místo ažušak slovem ažulunač.